# Hraboweć (rejon tulczyński)
Hraboweć (ukr. Грабовець) – wieś na Ukrainie, w obwodzie winnickim, w rejonie tulczyńskim, nad Bohem. Liczy 275 mieszkańców.
Pod koniec XIX wieku wieś w powiecie bracławskim.